# 406
406（四百六、よんひゃくろく）は自然数、また整数において、405の次で407の前の数である。

## 性質
- 406は合成数であり、約数は 1, 2, 7, 14, 29, 58, 203, 406 である。
  - 約数の和は720。
- 406 = 1 + 2 + 3 + 4 + 5 + 6 + 7 + 8 + 9 + 10 + … + 27 + 28
  - 28番目の三角数である。1つ前は378、次は435。
    - 三角数において三角数番目で表せる7番目の数である。1つ前は231、次は666。(オンライン整数列大辞典の数列 A002817)
      - この数は n = 7 のときの n(n + 1)(n2 + n + 2)/8 の値である。

    - 三角数において各位の和も三角数になる21番目の数である。1つ前は325、次は465。(オンライン整数列大辞典の数列 A062099)
    - 406 = 28 + 378 = 55 + 351 = 153 + 253
      - 2つの異なる三角数の和で表せる13番目の三角数である。1つ前は378、次は496。(オンライン整数列大辞典の数列 A112352)
        - 3通りの三角数の和で表せる2番目の三角数である。1つ前は276、次は666。
- 45番目の楔数である。1つ前は402、次は410。
  - 三角数の楔数としては6番目の数である。1つ前は231、次は435。
- 4062 + 1 = 164837 であり、n2 + 1 の形で素数を生む59番目の数である。1つ前は400、次は420。(オンライン整数列大辞典の数列 A005574)
- 各位の和が10になる37番目の数である。1つ前は370、次は415。
- 406 = 12 + 92 + 182 = 32 + 62 + 192 = 62 + 92 + 172 = 92 + 102 + 152
  - 3つの平方数の和4通りで表せる37番目の数である。1つ前は405、次は409。(オンライン整数列大辞典の数列 A025324)
  - 異なる3つの平方数の和4通りで表せる25番目の数である。1つ前は405、次は419。(オンライン整数列大辞典の数列 A025342)
- 406 = 13 + 43 + 53 + 63
  - 4つの正の数の立方数の和で表せる97番目の数である。1つ前は405、次は408。(オンライン整数列大辞典の数列 A003327)
  - 異なる正の数の4つの立方数の和1通りで表せる14番目の数である。1つ前は379、次は413。(オンライン整数列大辞典の数列 A025408)

## その他 406 に関連すること
- 西暦406年
- 紀元前406年
- プジョー・406はプジョーの乗用車。